# Cuártica de Klein

La cuártica de Klein con los dos grafos de Klein
(las aristas de los 14 ágonos marcadas con el mismo número son iguales)
La cuártica de Klein es un cociente del teselado heptagonal (comparar el grafo 3-regular en verde) y su teselado triangular dual (compárese con el grafo 7-regular en violeta)

En geometría hiperbólica, la cuártica de Klein, llamada así por el matemático alemán Felix Klein, es una superficie de Riemann compacta de genus 3 con el grupo de automorfismo de orden más alto posible para este género, a saber, automorfismos que conservan la orientación de orden 168 y automorfismos 168 × 2 = 336 si la orientación puede invertirse. Como tal, la cuártica de Klein es la superficie de Hurwitz del género más bajo posible (véase teorema de automorfismos de Hurwitz). Su grupo de automorfismo (que conserva la orientación) es isomorfo a PSL(2, 7), el segundo grupo simple no abeliano más pequeño después del grupo alternante A5. Esta cuártica se describió por primera vez en (Klein, 1878b).
La cuártica de Klein aparece en muchas ramas de las matemáticas, en contextos que incluyen la teoría de representación, las homologías, el Último teorema de Fermat o el teorema de Stark-Heegner en cuerpos cuadráticos imaginarios de clase numérica uno (véase (Levy, 1999) para una relación de sus propiedades).
Originalmente, la "cuártica de Klein" se refería específicamente al subconjunto del plano proyectivo complejo P2(C) definido por una ecuación algebraica. Posee una métrica riemanniana específica (que lo convierte en una superficie mínima en P2(C)), bajo la que su curvatura de Gauss no es constante. Pero más comúnmente (como en este artículo) se considera como cualquier superficie de Riemann que es conformemente equivalente a esta curva algebraica, y especialmente la que es un cociente del plano hiperbólico H2 por un determinado grupo cocompacto G que actúa libremente sobre H2 mediante isometrías. Esta propiedad le da a la cuártica de Klein una métrica riemanniana de curvatura constante −1 que hereda de H2. Este conjunto de superficies riemannianas conformemente equivalentes es exactamente el mismo que todas las superficies riemannianas compactas de genus 3 cuyo grupo de automorfismos conformes es isomorfo al único grupo simple de orden 168. Este grupo también se conoce como PSL(2, 7), y también como grupo isomorfo PSL(3, 2). Según la teoría del espacio recubridor, el grupo G mencionado anteriormente es isomorfo al grupo fundamental de la superficie compacta de género 3.

## Formas cerradas y abiertas
Es importante distinguir dos formas diferentes de la cuártica. La cuártica cerrada es lo que generalmente se entiende en geometría; topológicamente tiene género 3 y es un espacio compacto. La cuártica abierta o "perforada" es de interés en la teoría de números. Topológicamente es una superficie de género 3 con 24 perforaciones, y geométricamente estas perforaciones son cúspides. La cuártica abierta puede obtenerse (topológicamente) de la cuártica cerrada perforando los 24 centros del teselado con heptágonos regulares, como se analiza a continuación. Las cuárticas abiertas y cerradas tienen métricas diferentes, aunque ambas son hiperbólicas y completas: geométricamente, las cúspides son "puntos en el infinito", no agujeros, por lo tanto, la cuártica abierta sigue siendo completa.

## Como una curva algebraica
La cuártica de Klein se puede ver como una curva algebraica proyectiva sobre los números complejos C, definida por la siguiente ecuación cuártica en coordenadas homogéneas [x:y:z] sobre P2(C):
{\displaystyle x^{3}y+y^{3}z+z^{3}x=0.}
El lugar geométrico de esta ecuación en P2(C) es la superficie riemanniana original que describió Klein.

## Construcción del álgebra de cuaterniones
La cuártica compacta de Klein puede construirse como el cociente del plano hiperbólico por la acción de un grupo fuchsiano Γ(I) adecuado que es el subgrupo de congruencía principal asociado al {\displaystyle I=\langle \eta -2\rangle } ideal en el anillo de los enteros algebraicos Z(η) del campo Q(η), donde η = 2 cos(2π/7). Téngase en cuenta la identidad
{\displaystyle (2-\eta )^{3}=7(\eta -1)^{2},}
exhibiendo 2 – η como un factor primo de 7 en el anillo de los enteros algebraicos.
El grupo Γ(I) es un subgrupo del grupo triangular hiperbólico (2,3,7). Es decir, Γ(I) es un subgrupo del grupo de elementos de norma unitaria en el álgebra de cuaterniones generado como álgebra asociativa por los generadores i,j y relaciones
{\displaystyle i^{2}=j^{2}=\eta ,\qquad ij=-ji.}
Una vez elegido un orden de los cuaterniones de Hurwitz {\displaystyle {\mathcal {Q}}_{\mathrm {Hur} }} adecuado en el álgebra de cuaterniones, Γ(I) es entonces el grupo de elementos de norma 1 en {\displaystyle 1+I{\mathcal {Q}}_{\mathrm {Hur} }}. El menor valor absoluto de una traza de un elemento hiperbólico en Γ(I) es {\displaystyle \eta ^{2}+3\eta +2}, que corresponde al valor 3,936 de la sístole de la cuártica de Klein, una de las más altas de este género.

## Teselado

El teselado de los dominios de cuarto grado por reflexión es un cociente del 3-7 quisrombo

La cuártica de Klein admite teselados conectados con el grupo de simetría (un "mapa regular"), que se utilizan para comprender el grupo de simetría, que se remonta al artículo original de Klein. Dado un dominio fundamental para la acción del grupo (para el grupo completo de simetría de inversión de orientación, un triángulo (2,3,7), los dominios de reflexión (imágenes de este dominio debajo del grupo) dan un teselado de la cuártica tal que el grupo de automorfismos del teselado es igual al grupo de automorfismos de la superficie: las reflexiones en las líneas del teselado corresponden a las reflexiones en el grupo (las reflexiones en las líneas de un triángulo fundamental dado dan un conjunto de 3 reflejos generadores). Este teselado es un cociente del teselado heptagonal bisecado de orden-3 del plano hiperbólico (el espacio recubridor de la cuártica), y todas las superficies de Hurwitz se teselan de la misma manera, como cocientes.
Este teselado es uniforme pero no regular (es por los triángulos escalenos) y, a menudo, se utilizan teselados regulares en su lugar. Se puede usar un cociente de cualquier teselado de la familia (2,3,7) (y tendrá el mismo grupo de automorfismos). De estos, los dos teselados regulares son el teselado de 24 heptágonos hiperbólicos regulares, cada uno de grado 3 (que se encuentran en 56 vértices), y el teselado dual de 56 triángulos equiláteros, cada uno de grado 7 (que se encuentran en 24 vértices). El orden del grupo de automorfismos está relacionado, siendo el número de polígonos por el número de aristas en el polígono en ambos casos.
24 veces; 7 = 168
56 veces; 3 = 168
Las teselaciones que recubren el plano hiperbólico son el teselado heptagonal de orden-3 y el teselado triangular de orden-7.
El grupo de automorfismos se puede aumentar (mediante una simetría que no se realiza mediante una simetría del teselado) para generar el grupo de Mathieu M24.
Correspondiendo a cada teselado de la cuártica (partición de la variedad de la cuártica en subconjuntos) existe un poliedro abstracto, que se abstrae de la geometría y solo refleja la combinatoria del teselado (esta es una forma general de obtener un politopo abstracto a partir de un teselado). Los vértices, aristas y caras del poliedro son iguales como conjuntos a los vértices, aristas y caras del teselado, con las mismas relaciones de incidencia, y el grupo de automorfismo (combinatorio) del poliedro abstracto es igual al grupo de automorfismos (geométrico) de la cuártica. De esta manera la geometría se reduce a combinatoria.

### Cuártica afín
El desarrollo anterior es un teselado de la cuártica proyectivo (una variedad cerrada). La cuártica afín tiene 24 cúspides (topológicamente, orificios), que corresponden a los 24 vértices del teselado triangular regular, o de manera equivalente, los centros de los 24 heptágonos en el teselado heptagonal, y se pueden realizar como se explica seguidamente.
Considerando la acción de SL(2, R) sobre el modelo de semiplano superior H2 del plano hiperbólico mediante transformaciones de Möbius, la cuártica afín de Klein se puede generar como el cociente Γ(7)\H2 (aquí, Γ(7) es el subgrupo de congruencia de SL(2, Z) que consta de matrices que son congruentes con la matriz identidad cuando se toman todas las entradas de módulo 7).

## Dominio fundamental y descomposición enpantalones

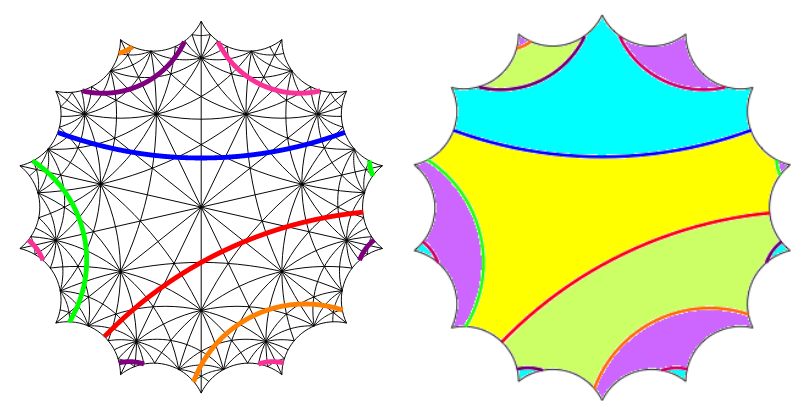
Una descomposición en pantalones de la cuártica de Klein. La figura de la izquierda muestra las geodésicas de límite en la teselación (2,3,7) del dominio fundamental. En la figura de la derecha, los pantalones han sido coloreados de manera diferente para dejar claro qué parte del dominio fundamental pertenece a qué par de pantalones

La cuártica de Klein se puede obtener como el cociente del plano hiperbólico por la acción de un grupo fuchsiano. El dominio fundamental es un 14-gono normal, que tiene un área {\displaystyle 8\pi } según el teorema de Gauss-Bonnet. La figura adjunta permite visualizar la proposición anterior, y también incluye los 336 triángulos (2,3,7) que teselan la superficie y generan su conjunto de simetrías.

Dominio fundamental de la cuártica de Klein: la superficie se obtiene asociando lados con números iguales

Dentro del teselado mediante triángulos (2,3,7) existe un teselado que emplea 24 heptágonos regulares. La sístole de la superficie pasa por los puntos medios de 8 lados del heptágono, y por esta razón se la ha denominado geodésica de ocho pasos en la bibliografía, y es la razón del título del libro que se cita en la sección siguiente. Todas las curvas coloreadas en la figura que muestra la descomposición de los pantalones son sístoles, aunque figura solo un subconjunto de los 21 que hay en total. La longitud de la sístole es:
{\displaystyle 16\sinh ^{-1}\left(\left({\tfrac {1}{2}}{\sqrt {\csc ^{2}\left({\tfrac {\pi }{7}}\right)-4}}\right)\sin \left({\tfrac {\pi }{7}}\right)\right)\approx 3.93594624883.}
Una fórmula cerrada equivalente es:
{\displaystyle 8\cosh ^{-1}\left({\tfrac {3}{2}}-2\sin ^{2}\left({\tfrac {\pi }{7}}\right)\right).}
Mientras que la cuártica de Klein maximiza el grupo de simetría para superficies de género 3, no maximiza la longitud de la sístole. El maximizador conjeturado es la superficie denominada "M3" (Schmutz, 1993), que proviene de un teselado de triángulos (2,3,12), y su sístole tiene multiplicidad 24 y longitud:
{\displaystyle 2\cosh ^{-1}\left(2+{\sqrt {3}}\right)\approx 3.9833047820988736.}
La cuártica de Klein se puede descomponer en cuatro pares de pantalones cortándola a lo largo de seis de sus sístoles. Esta descomposición da un conjunto simétrico en coordenadas de Fenchel-Nielsen, siendo los parámetros de longitud todos iguales a la longitud de la sístole y los parámetros de torsión todos iguales a {\displaystyle {\tfrac {1}{8}}} de la longitud de la sístole. En particular, tomando {\displaystyle l(S)} como la longitud de la sístole, las coordenadas son:
{\displaystyle \left\{l(S),{\tfrac {l(S)}{8}};l(S),{\tfrac {l(S)}{8}};l(S),{\tfrac {l(S)}{8}};l(S),{\tfrac {l(S)}{8}};l(S),{\tfrac {l(S)}{8}};l(S),{\tfrac {l(S)}{8}}\right\}.}
El grafo cúbico correspondiente a esta descomposición en pantalones es el grafo tetraédrico, es decir, el grafo de 4 nodos, cada uno conectado con los otros 3. El grafo tetraédrico es similar al grafo del plano de Fano proyectivo; de hecho, el grupo de automorfismos de la cuártica de Klein es isomorfo al del plano de Fano.

## Teoría espectral

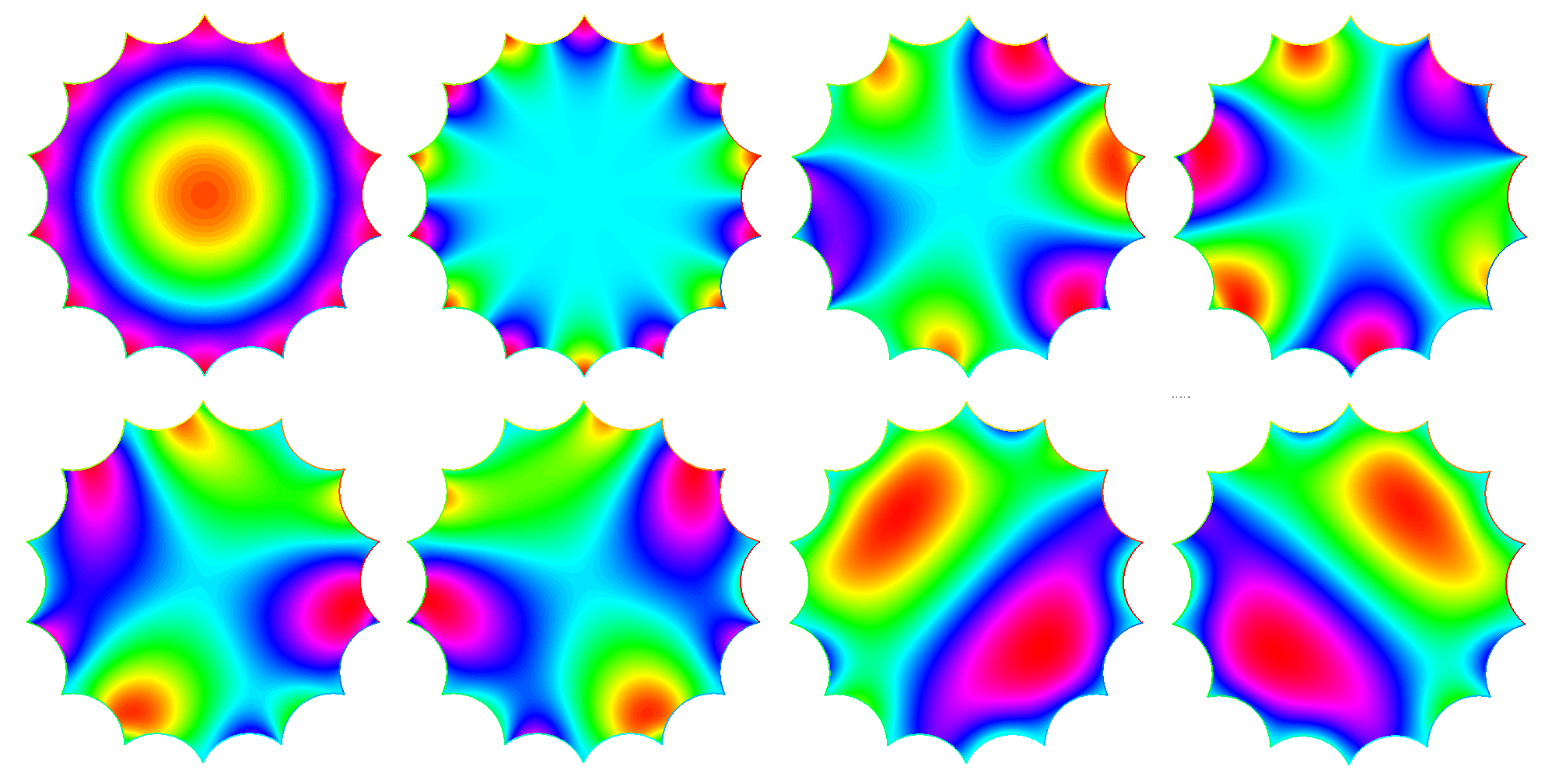
Las ocho funciones correspondientes al primer valor propio positivo de la cuártica de Klein. Las funciones son cero a lo largo de las líneas azul claro (recintos generados con FreeFem++)

Poco se ha demostrado sobre la teoría espectral de la cuártica de Klein. Debido a que tiene el grupo de superficies de simetría más grande de su clase topológica, al igual que la superficie de Bolza de genus 2, se ha conjeturado que maximiza el primer valor propio positivo del operador de Laplace entre todas las superficies compactas de Riemann de género 3 con curvatura constante negativa. También maximiza la multiplicidad del primer valor propio positivo (8) entre todas esas superficies, un hecho que se ha demostrado recientemente. Los valores propios de la cuártica de Klein se han calculado con diversos grados de precisión. Los primeros 15 valores propios positivos distintos se muestran en la siguiente tabla, junto con sus multiplicidades.
| Valor propio                  | Valor numérico | Multiplicidad |
| ----------------------------- | -------------- | ------------- |
| {\displaystyle \lambda _{0}}  | 0              | 1             |
| {\displaystyle \lambda _{1}}  | 2.67793        | 8             |
| {\displaystyle \lambda _{2}}  | 6.62251        | 7             |
| {\displaystyle \lambda _{3}}  | 10.8691        | 6             |
| {\displaystyle \lambda _{4}}  | 12.1844        | 8             |
| {\displaystyle \lambda _{5}}  | 17.2486        | 7             |
| {\displaystyle \lambda _{6}}  | 21.9705        | 7             |
| {\displaystyle \lambda _{7}}  | 24.0811        | 8             |
| {\displaystyle \lambda _{8}}  | 25.9276        | 6             |
| {\displaystyle \lambda _{9}}  | 30.8039        | 6             |
| {\displaystyle \lambda _{10}} | 36.4555        | 8             |
| {\displaystyle \lambda _{11}} | 37.4246        | 8             |
| {\displaystyle \lambda _{12}} | 41.5131        | 6             |
| {\displaystyle \lambda _{13}} | 44.8884        | 8             |
| {\displaystyle \lambda _{14}} | 49.0429        | 6             |
| {\displaystyle \lambda _{15}} | 50.6283        | 6             |

## Modelos tridimensionales

Una animación de Greg Egan que muestra una incrustación de la curva cuártica de Klein en tres dimensiones, comenzando en una forma que tiene las simetrías de un tetraedro y volteándose para mostrar una simetría adicional

La cuártica de Klein no puede "materializarse" como una figura tridimensional, en el sentido de que ninguna figura tridimensional tiene simetrías (rotacionales) iguales a PSL(2,7), ya que PSL(2,7) no se integra como un subgrupo de SO(3) (o O(3)); y por lo tanto carece de una representación lineal tridimensional (no trivial) sobre los números reales.
Sin embargo, se han proporcionado muchos modelos tridimensionales de la cuártica de Klein, comenzando con el artículo original de Klein, que buscan demostrar las características de la cuártica y preservar las simetrías topológicamente, aunque no todas geométricamente. Los modelos resultantes suelen tener simetrías tetraédricas (orden 12) u octaédricas (orden 24). La simetría restante, de orden 7, no se puede visualizar tan fácilmente y, de hecho, es el título del artículo de Klein.
La mayoría de las veces, la cuártica se modela mediante una superficie lisa de género 3 con simetría tetraédrica (reemplazando los bordes de un tetraedro regular con tubos/asas se produce esta forma), que se han denominado "tetrusos", o por aproximaciones poliédricas, que se han denominado "tetroides"; en ambos casos se trata de una incrustación de la forma en 3 dimensiones. El modelo liso más notable (tetrus) es la escultura The Eightfold Way de Helaman Ferguson en el Mathematical Sciences Research Institute de Berkeley (California), realizada en mármol y serpentina, e inaugurada el 14 de noviembre de 1993. El título hace referencia a que a partir de cualquier vértice de la superficie triangulada y moviéndose por cualquier arista, si se gira alternativamente a la izquierda y a la derecha al llegar a un nuevo vértice, siempre se regresa al punto original después de recorrer ocho aristas. La adquisición de la escultura condujo a su debido tiempo a la publicación de un libro de artículos (Levy, 1999), que detalla las propiedades de la cuartica y contiene la primera traducción al inglés del artículo de Klein. Los modelos poliédricos con simetría tetraédrica suelen tener como envolvente convexa un tetraedro truncado (consúltense (Schulte y Wills, 1985) y (Scholl, Schürmann y Wills, 2002) para ver ejemplos e ilustraciones). Algunos de estos modelos consisten en 20 triángulos o 56 triángulos (en abstracto, el poliedro sesgado regular {3,7|,4}, con 56 caras, 84 aristas y 24 vértices), que no se pueden materializar como equiláteros, con giros en los brazos del tetraedro; mientras que otros tienen 24 heptágonos. Estos heptágonos pueden tomarse como planos, aunque no convexos, y los modelos son más complejos que los triangulares porque la complejidad se refleja en las formas de las caras heptagonales (no flexibles), más bien que en los vértices (flexibles).

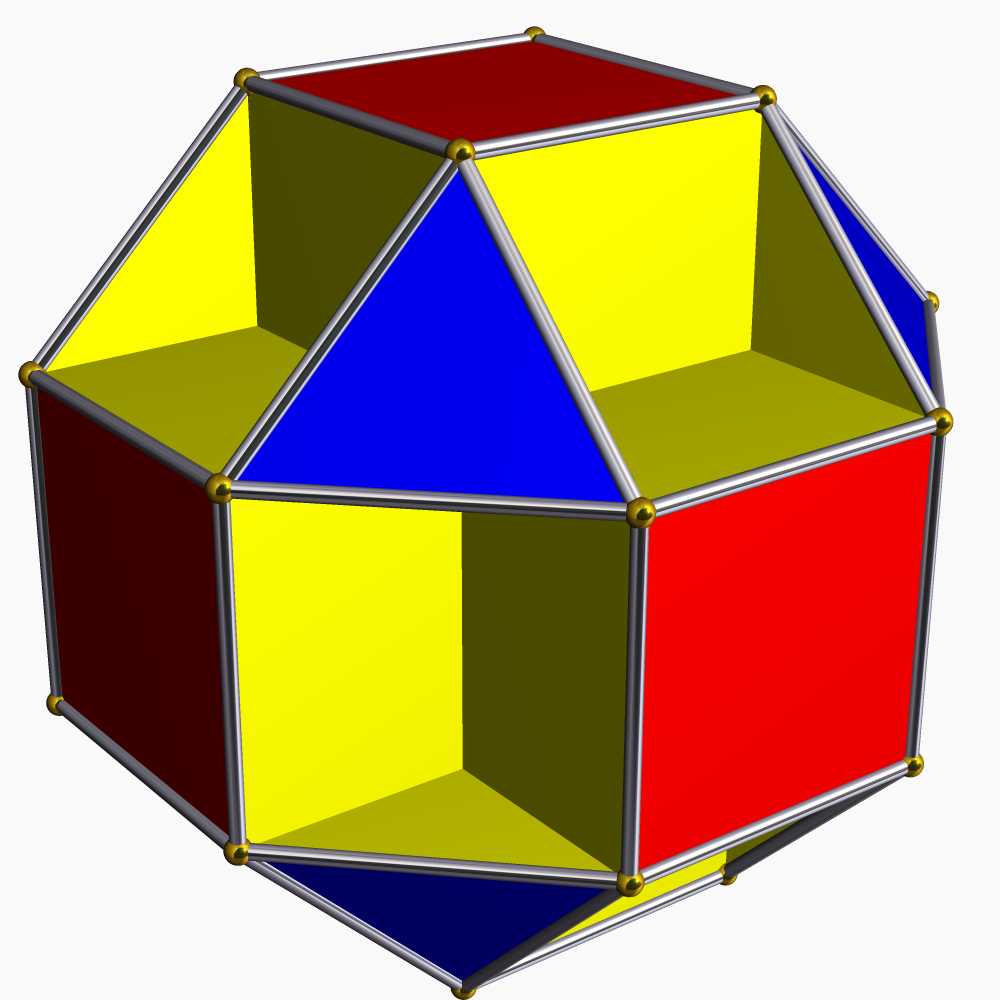
El pequeño cubicuboctaedro es una inmersión poliédrica del teselado de la cuártica de Klein con simetría octaédrica

Alternativamente, la cuártica puede ser modelada mediante un poliedro con simetría octaédrica: Klein la modeló mediante una forma con simetrías octaédricas y con puntos en el infinito (un "poliedro abierto"), es decir, tres hiperboloides que se encuentran en ejes ortogonales, mientras que también puede modelarse como un poliedro cerrado que debe estar "sumergido" (tener autointersecciones), no incrustado. Dichos poliedros pueden tener varias envolventes convexas, incluidos el cubo truncado, cubo romo, el rombicuboctaedro o el pequeño cubicuboctaedro a la derecha. La inmersión del pequeño cubicuboctaedro se obtiene uniendo algunos de los triángulos (2 triángulos forman un cuadrado, 6 forman un octógono), que se puede visualizar coloreando los triángulos Archivado el 3 de marzo de 2016 en Wayback Machine. (el teselado correspondiente es topológicamente pero no geométricamente el teselado 3 4 | 4). Esta inmersión también se puede usar para construir geométricamente el grupo de Mathieu M24 agregando a PSL(2,7) la permutación que intercambia puntos opuestos de las líneas de bisección de los cuadrados y octógonos.

## Dessin d'enfant
El dessin d'enfant de la cuártica de Klein asociado con el mapa del cociente por su grupo de automorfismos (con la esfera de Riemann como cociente) es precisamente el 1-esqueleto del teselado heptagonal de orden 3. Es decir, el mapa del cociente se ramifica sobre los puntos 0, 1728 y ∞; dividir por 1728 produce una función de Belyi (ramificada en 0, 1 y ∞), donde los 56 vértices (puntos negros del diseño) se encuentran sobre 0, los puntos medios de las 84 aristas (puntos blancos del diseño) se encuentran sobre 1 y los centros de los 24 heptágonos se encuentran sobre el infinito. El diseño resultante es "platónico", es decir, aristas-transitivo y "limpio" (cada punto blanco tiene valencia 2).

## Superficies de Riemann relacionadas
La cuártica de Klein está relacionada con varias otras superficies de Riemann.
Geométricamente, es la superficie de Hurwitz más pequeña (de genus más bajo). La siguiente es la superficie de Macbeath (de género 7), y la siguiente es el primer triplete de Hurwitz (3 superficies de género 14). De manera más general, es la superficie más simétrica de un género dado (siendo una superficie de Hurwitz); en esta clase, la superficie de Bolza es la superficie de género 2 más simétrica, mientras que la superficie de Bring es una superficie de género 4 altamente simétrica (consúltese isometrías de las superficies de Riemann para obtener más información).
Algebraicamente, la cuártica de Klein (afín) es la curva modular X(7) y la cuártica de Klein proyectiva es su compactación, así como el dodecaedro (con una cúspide en el centro de cada cara) es la curva modular X(5); esto explica su relevancia para la teoría de números.
Más sutilmente, la cuártica (proyectiva) de Klein es una curva de Shimura (al igual que las superficies de Hurwitz de género 7 y 14), y como tal parametriza variedades abelianas principalmente polarizadas de dimensión 6.
Más excepcionalmente, la cuártica de Klein forma parte de una "trinidad" en el sentido establecido por Vladímir Arnold, que también puede describirse como una correpondencia de McKay. En esta colección, los grupos lineales proyectivos especiales PSL(2,5), PSL(2,7) y PSL(2,11) (órdenes 60, 168, 660) son análogos. Debe tenerse en cuenta que 4 × 5 × 6/2 = 60; 6 × 7 × 8/2 = 168, y 10 × 11 × 12/2 = 660, que corresponden a la simetría icosaédrica (genus 0), las simetrías de la cuártica de Klein (genus 3) y a la superficie de la buckybola (género 70). Además, guardan relación con muchas otras entidades excepcionales, que se clasifican como trinidades.